# أزمة الكهرباء في الإكوادور عام 2009

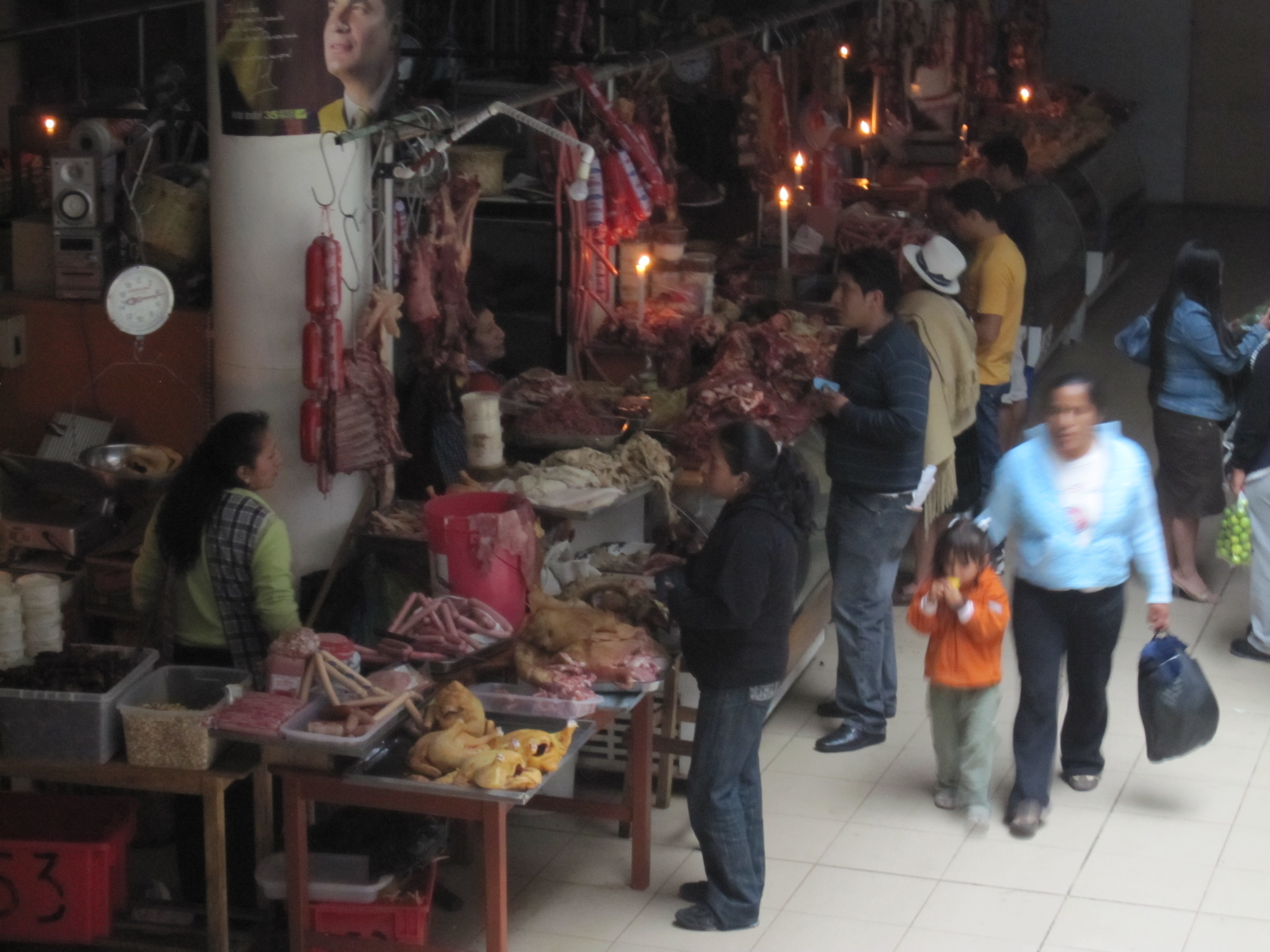
التسوق على ضوء الشموع في سوق مدينة كوينكا خلال فترة انقطاع التيار الكهربي يوم 24 نوفمبر 2009

حدثت أزمة الكهرباء في الإكوادور عام 2009 بسبب الجفاف الشديد للمياه وقله مستوياتها في محطات توليد الطاقة الكهرمائية . فقد عانت الإكوادور من انقطاع التيار الكهربي من ساعتين إلى 6 ساعات يوميا والذي دام من نوفمبر 2009 إلى يناير 2010 .

## نظرة عامة
ظهرت أزمة الكهرباء نتيجة أسوأ موجة جفاف حدثت في الإكوادور خلال 40 عام، حيث بدأت في سبتمبر 2009. وأرجع خبراء الحكومة سبب حدوث الجفاف إلى ظاهرة إل نينيو. وإنخفاض مستوى المياه في نهر بيوت (Paute) والمسئول عن توفير حوالي 40 % من طاقة الإكوادور .
ففي الحالة الطبيعية يكون مستوى مياه الخزان 1991 متر فوق مستوى سطح البحر . ولكن في 10 نوفمبر وصل مستوي المياه إلى 1968 متر فقط فوق مستوى سطح البحر. مع الأخذ في الإعتبار أن الحد الأدنى هو 1965 متر. 

وبحلول يوم 11 نوفمبر كان يعمل توربينتان فقط في محطات التوليد. وتراوح التوليد في هذة الفترة من 4000 إلى 5000 ميجاوات . مع العلم أن قدرة توليد السد تصل إلى 20000 ميجاوات .

## التأثيرات
في 5 نوفمبر، بدأ انقطاع التيار الكهربي على الإكوادور والذي وصل إلى 6 ساعات يوميا. وطالبت الحكومة المواطنين بأهمية توفير إستهلاك الطاقة. وتقدر الخسائر الإقتصادية الناتجة عن انقطاع التيار الكهربي بحوالى 10 ملايين دولار حيث توقفت المصانع وتلفت المواد في المخازن.
في 6 نوفمبر، أعلنت الحكومة حالة الطوارئ في قطاع الطاقة. وأنهم وافقوا على شراء 5200 ميجاوات إضافية من بيرو وكولومبيا , ووعدوا بإنهاء الأزمة قبل عيد الميلاد.
وأدت هذة الأزمة إلى انتقادات واضحة في كيفية تعامل رفاييل كوريا رئيس جمهورية الإكوادور مع الأزمات وخاصه أزمات الطاقة.